# Härryda kommun
Härryda kommun är en kommun i Västra Götalands län, i före detta Göteborgs och Bohus län. Centralort är Mölnlycke. En liten del av västra delen i kommunen (Helenedal) är en del av tätorten Göteborg.

## Administrativ historik
Kommunens område motsvarar socknarna Björketorp, Härryda, Landvetter och Råda. I dessa socknar bildades vid kommunreformen 1862 landskommuner med motsvarande namn.
Vid kommunreformen 1952 uppgick Härryda landskommun i Landvetters landskommun.
Härryda kommun bildades vid kommunreformen 1971 av landskommunerna Björketorp, Landvetter och Råda där området Björketorp samtidigt övergick från Älvsborgs län till Göteborgs och Bohus län Till centralort valdes den största tätorten, Mölnlycke, som tidigare var huvudort i Råda landskommun. Ett nytt kommunhus invigdes där 1983.
Den 1 januari 1992 överfördes ett område med 48 personer till Härryda kommun och Råda församling från Mölndals kommun och Fässbergs församling.
Kommunen ingick från bildandet till 2009 i Mölndals domsaga och kommunen ingår sedan 2009 i Göteborgs domsaga.
Kommunen ingår i Storgöteborg.

## Geografi
Kommunen är belägen i de västra delarna av landskapet Västergötland. I söder gränsar Härryda kommun till Mölndals kommun och Marks kommun, i öster till Bollebygds kommun, i norr till Lerums kommun  och Partille kommun samt i väster till Göteborgs kommun som också ingick i före detta Göteborgs och Bohus län. Genom kommunen rinner Mölndalsån.

### Topografi och hydrografi
Kommunens yta består övervägande av skogsmark. Jordbruk finns i störst utsträckning i Storåns dalgång i Björketorps socken. Mölndalsån rinner genom kommunen i öst-västlig riktning och passerar Västra Nedsjön, Landvettersjön och Rådasjön. Andra större sjöar i kommunen är Finnsjön, Yxsjön, Nordsjön, Östersjön, Hornasjön, Stora Härsjön, Gingsjön och Stockasjön.
Nedan presenteras andelen av den totala ytan 2020 i kommunen jämfört med riket.
|  | Bebyggelse (13,2 %) |

|  | Skog (68,1 %) |

|  | Öppen myrmark (2,7 %) |

|  | Jordbruksmark (3,3 %) |

|  | Övrig mark (12,7 %) |

|  | Bebyggelse (3,1 %) |

|  | Skog (68,0 %) |

|  | Öppen myrmark (7,2 %) |

|  | Jordbruksmark (7,4 %) |

|  | Övrig mark (14,3 %) |

### Naturskydd
I kommunen finns flera naturreservat: Klippans, Risbohult och Gallhålans naturreservat ligger i sin helhet inom kommunens gränser, medan Rådasjöns och Delsjöområdets delvis gör det.

### Administrativ indelning
Fram till 2016 var kommunen för befolkningsrapportering indelad i fyra församlingar: Björketorps församling, Härryda församling, Landvetters församling och Råda församling.

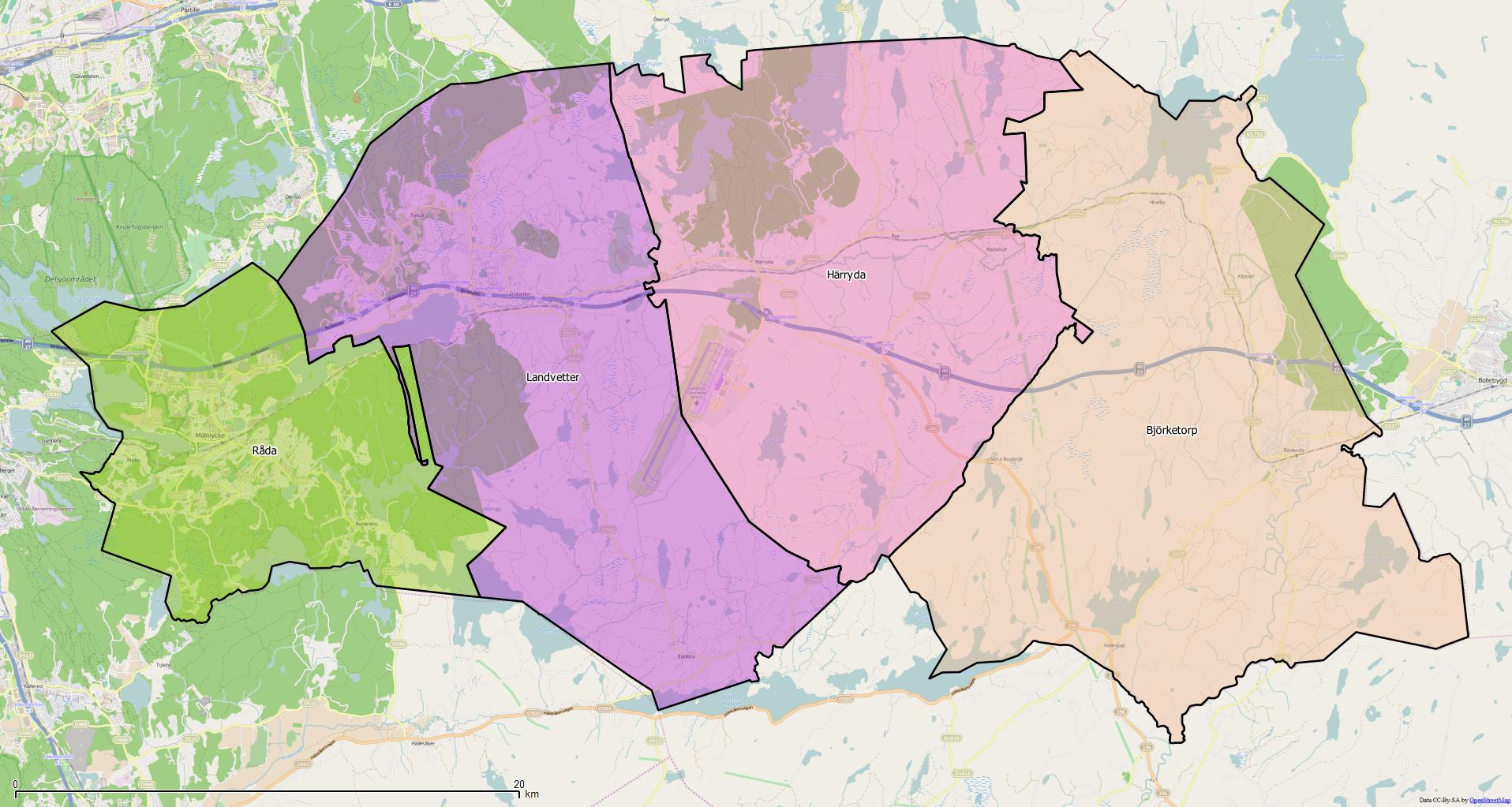
Distrikt (socknar) inom Härryda kommun

Från 2016 indelas kommunen istället i fyra distrikt, vilka mmotsvararde tidigare socknarna: Björketorp, Härryda, Landvetter och Råda.

### Tätorter
- Mölnlycke (centralort)
- Landvetter
- Hindås
- Rävlanda
- Härryda
- Stora Bugärde
- Rya
- Hällingsjö
- Eskilsby och Snugga
- Nya Långenäs

## Styre och politik

### Styre
Från kommunsammanläggningen 1971 till 1994 hade de borgerliga partierna majoritet i kommunen. Under mandatperioden 1994–1998 styrde Socialdemokraterna och Centern med stöd av MP och V. Åren 1998–2002 delades makten på grund av ett jämnt valresultat mellan S, V och MP å den ena sidan och de borgerliga partierna å den andra. SPI hade en viss vågmästarroll. Efter valet 2002 bildade de borgerliga partierna och SPI en majoritet, och Folkpartiet fick ordförandeposten i kommunstyrelsen. Koalitionen höll dock inte och SPI fungerade som vågmästare under stora delar av mandatperioden. Mellan februari 2005 och juni 2006 var S, MP, V och SPI i koalition, och kommunstyrelsen hade därför socialdemokratisk ordförande under slutet av mandatperioden 2002–2006.
Under mandatperioden 2006–2010 styrde det borgerliga blocket med egen majoritet och moderat ordförande i kommunstyrelsen. De fick i valet till kommunfullmäktige 2010 fortsatt egen majoritet. De 13 platserna i kommunstyrelsen för mandatperioden 2010–2014 tillsattes dock i ett slutet proportionellt val, ett i sammanhanget ovanligt valsätt som tillämpades på begäran av Kommunpartiet, Sverigedemokraterna och en politisk vilde, som bildade en valteknisk samverkan. Valresultatet gav dem 2 platser, vilket innebär en vågmästarroll eftersom de borgerliga fick 6 platser och de rödgröna i valteknisk samverkan med Sportpartiet 5. Moderaterna behöll posten som kommunstyrelsens ordförande.
Efter valet 2014 bildade de fyra borgerliga partierna och Sportpartiet majoritet. Styret satt kvar under mandatperioden 2018–2022. Efter valet 2022 tillkom Kommunpartiet, även om styret trots detta förlorade sin majoritet.

### Kommunfullmäktige

#### Presidium
| Presidium 2022–2026    | Presidium 2022–2026 | Presidium 2022–2026 |
| ---------------------- | ------------------- | ------------------- |
| Ordförande             | S                   | Björn Magnusson     |
| Förste vice ordförande | M                   | Gunnar Häggström    |
| Andre vice ordförande  | M                   | Kristina Andrén     |

#### Mandatfördelning 1970–2022
| 2 | 15 | 7 | 11 | 6 |

| 37 |

| 2 | 15 | 10 | 8 | 6 |

| 35 | 6 |

| 2 | 15 | 9 | 9 | 6 |

| 31 | 10 |

| 2 | 15 | 7 | 8 | 9 |

| 28 | 13 |

| 2 | 16 | 2 | 6 | 4 | 11 |

| 31 | 10 |

| 2 | 15 | 2 | 5 | 8 | 9 |

| 26 | 15 |

| 2 | 14 | 4 | 5 | 7 |  | 8 |

| 25 | 16 |

| 2 | 13 | 2 |  | 2 | 3 | 6 | 2 | 10 |

| 23 | 18 |

| 2 | 17 | 3 |  |  | 3 | 4 |  | 9 |

| 26 | 15 |

| 4 | 16 | 4 |  | 2 | 4 | 5 | 13 |

| 28 | 21 |

| 3 | 16 | 3 | 3 | 3 | 9 | 3 | 9 |

| 24 | 25 |

| 2 | 15 | 3 | 3 |  | 3 | 6 | 3 | 13 |

| 31 | 18 |

|  | 11 | 4 |  | 3 | 3 | 3 | 6 |  | 16 |

| 33 | 18 |

|  | 11 | 4 | 3 |  | 5 | 3 | 5 |  | 14 |

| 35 | 16 |

|  | 10 | 4 | 3 |  | 7 | 4 | 4 |  | 13 |

| 33 | 18 |

| 3 | 14 | 3 |  |  | 9 | 3 |  |  | 12 |

| 33 | 18 |

### Nämnder

#### Kommunstyrelse
Totalt har kommunstyrelsen 13 ledamöter. Tre av dessa tillhör Socialdemokraterna, medan Moderaterna och Sverigedemokraterna har två ledamöter vardera. Centerpartiet, Liberalerna, Miljöpartiet, Kristdemokraterna, Vänsterpartiet och Sportpartiet har en ledamot vardera.
| Presidium 2023–2026    | Presidium 2023–2026 | Presidium 2023–2026 |
| ---------------------- | ------------------- | ------------------- |
| Ordförande             | M                   | Per Vorberg         |
| Förste vice ordförande | M                   | Mikael Johannisson  |
| Andre vice ordförande  | S                   | Patrik Linde        |

#### Lista över kommunstyrelsens ordförande
| Namn | Namn                          | Tillträdde | Avgick |
| ---- | ----------------------------- | ---------- | ------ |
|      | Bengt Ambring (FP)            | 1971       | 1982   |
|      | Curt Janding (M)              | 1983       | 1988   |
|      | Ingemar Johansson (M)         | 1989       | 1994   |
|      | Jan Gustafsson (S)            | 1995       | 2001   |
|      | Ing-Marie Samuelsson (S)      | 2001       | 2002   |
|      | Göran Hildén (FP)             | 2003       | 2005   |
|      | Ing-Marie Samuelsson (S)      | 2005       | 2006   |
|      | Annette Eiserman Wikström (M) | 2007       | 2014   |
|      | Per Vorberg (M)               | 2015       |        |

#### Övriga nämnder
Avser mandatperioden 2022–2026.
| Nämnd                                     | Ordförande | Ordförande               | Förste vice ordförande | Förste vice ordförande | Andre vice ordförande | Andre vice ordförande |
| ----------------------------------------- | ---------- | ------------------------ | ---------------------- | ---------------------- | --------------------- | --------------------- |
| Miljö- och bygglovsnämnden                | SP         | Martin Tengfjord         | M                      | Grim Pedersen          | S                     | Lena Fredriksson      |
| Nämnden för utbildning, kultur och fritid | M          | Sven Karlsson            | SP                     | Lennart Vinqvist       | S                     | Kristin Arplöw        |
| Socialnämnden                             | C          | Maria Kornevik Jakobsson | S                      | Kajsa Lackovic         | M                     | Eva Karlsson          |
| Valnämnden                                | L          | Claes Anger              | S                      | Birgitta Eriksson      |                       |                       |

### Valresultat 2022
| Parti                            | Valdistrikt                  | Valdistrikt | Kommun  |
| Parti                            | Starkaste                    | Andel       | Andel   |
| -------------------------------- | ---------------------------- | ----------- | ------- |
| S                                | Säteriet-Bråta m.fl.         | 39,02 %     | 27,91 % |
| M                                | Orrekullen-Långetjärnshöjd   | 34,14 %     | 23,17 % |
| SD                               | Härryda                      | 30,99 %     | 17,28 % |
| C                                | Kindbogården-Solsten m.fl.   | 8,01 %      | 5,90 %  |
| MP                               | Pixbo m.fl.                  | 8,56 %      | 5,48 %  |
| V                                | Säteriet-Bråta m.fl.         | 10,62 %     | 4,96 %  |
| L                                | Pixbo m.fl.                  | 10,46 %     | 4,75 %  |
| KD                               | Rävlanda                     | 5,28 %      | 3,41 %  |
| SPP                              | Önneröd-Salmered             | 6,20 %      | 3,20 %  |
| KPH                              | Hindås centrum-Ingelse m.fl. | 8,30 %      | 2,65 %  |
| MED                              | Mölnlycke centrum m.fl.      | 1,78 %      | 1,02 %  |
| Data hämtat från Valmyndigheten. |                              |             |         |

Exklusive uppsamlingsdistrikt. Partier som fått mer än en procent av rösterna i minst ett valdistrikt redovisas.

## Ekonomi och infrastruktur

### Näringsliv
I Härryda kommun finns drygt 4000 företag inom flera olika områden Några av de största företagen är Swedavia AB, Emerson, Unicarriers och Elanders Sverige AB.
Av de drygt 430 branscher som är representerade i kommunen omfattar de största:
- konsulter inom juridik, ekonomi och teknik 17 %
- byggverksamhet 13 %
- handel 13 %
- jordbruk, skogsbruk och fiske 8 %[17]

I Svenskt Näringslivs rankning av företagsklimatet bland Sveriges kommuner under 2017 listas Härryda kommun på fjärdeplats vilket placerar kommunen på topp i Västsverige. Den största arbetsplatsen i kommunen är Landvetter flygplats. I norra Mölnlycke är en företagspark sedan början av 1990-talet under utbyggnad. Flera nya verksamhetsområden planeras inom kommunen, däribland Landvetter södra - ett nytt samhälle för upp mot 25 000 invånare och plats för fler företag

### Infrastruktur

#### Transporter
Inom kommunen ligger Göteborg-Landvetter flygplats, Sveriges näst största internationella flygplats. I väst-östlig riktning löper riksväg 27/riksväg 40 och Kust till kust-banan som trafikeras av regiontågen Västtågen med stopp i Mölnlycke, Hindås och Rävlanda. Mellan Landvetter och Bollebygd avtar länsväg 156 åt sydöst.

## Befolkning

### Demografi

#### Befolkningsutveckling
Kommunen har 40 003 invånare (31 december 2024), vilket placerar den på 68:e plats avseende folkmängd bland Sveriges kommuner.
| Befolkningsutvecklingen i Härryda kommun 1970–2020 | Befolkningsutvecklingen i Härryda kommun 1970–2020 | Befolkningsutvecklingen i Härryda kommun 1970–2020 | Befolkningsutvecklingen i Härryda kommun 1970–2020 | Befolkningsutvecklingen i Härryda kommun 1970–2020 |
| -------------------------------------------------- | -------------------------------------------------- | -------------------------------------------------- | -------------------------------------------------- | -------------------------------------------------- |
|                                                    |                                                    |                                                    |                                                    |                                                    |
| År                                                 |                                                    |                                                    | Folkmängd                                          |                                                    |
| 1970                                               | 1970                                               |                                                    | 16 003                                             |                                                    |
| 1975                                               | 1975                                               |                                                    | 20 741                                             |                                                    |
| 1980                                               | 1980                                               |                                                    | 23 195                                             |                                                    |
| 1985                                               | 1985                                               |                                                    | 24 784                                             |                                                    |
| 1990                                               | 1990                                               |                                                    | 26 541                                             |                                                    |
| 1995                                               | 1995                                               |                                                    | 28 612                                             |                                                    |
| 2000                                               | 2000                                               |                                                    | 30 276                                             |                                                    |
| 2005                                               | 2005                                               |                                                    | 32 049                                             |                                                    |
| 2010                                               | 2010                                               |                                                    | 34 463                                             |                                                    |
| 2015                                               | 2015                                               |                                                    | 36 651                                             |                                                    |
| 2020                                               | 2020                                               |                                                    | 38 246                                             |                                                    |

## Kultur

### Kommunvapen
Blasonering: Medelst en stråle av silver styckad sköld, i blått och grönt, vari en av vågskuror bildad sänkt, smal bjälke av silver.
Sedan Härryda kommun bildats 1971 har några logotyper används för att symbolisera kommunen. Först användes det så kallade "Härrydakorset" eller "Härrydastjärnan" bildat av initialerna HK. Kommunen gjorde 1977 ett försök att registrera detta som ett vapen, men fick avslag då symbolen inte gick att beskriva i heraldiska termer. Senare infördes en ny logotyp med ett flygplan, inte heller utformat heraldiskt. Först år 2007 kunde man enas om ett heraldiskt vapen. Därmed med blev Härryda sist ut bland Sveriges kommuner att anta ett sådant.